# NTrak

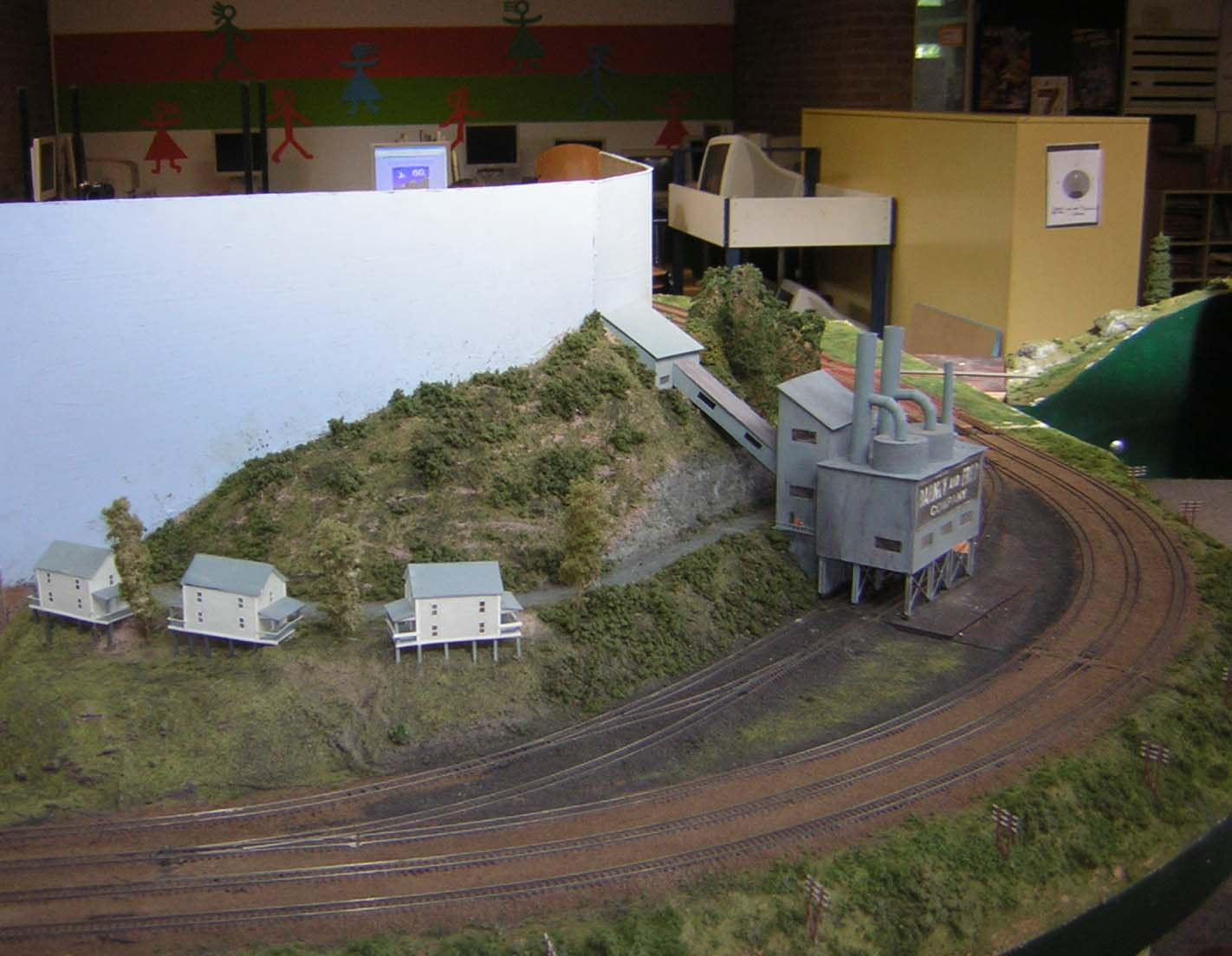
NTrak-module

NTrak is een modelspoor modulestandaard in schaal N (1:160). Het is het meest populaire modulesysteem in de Verenigde Staten. Door deze standaard is het mogelijk om een aantal modules, die volgens de Ntrakstandaard zijn gebouwd, aan elkaar te koppelen tot een grote modulebaan. Als basis wordt landschap en rollend materieel naar Noord-Amerikaans voorbeeld gebruikt.

## Geschiedenis
In 1973 ontwikkelde Ben Davis de eerste NTrak-module en liet deze op de Model Railroad Industry Association show in Costa Mesa, Californië zien. Door het succes op deze show werd het modulesysteem in 1974 op de National Model Railroad Association's national convention in San Diego, Californië geïntroduceerd. Hierna nam het een grote vlucht en werd het modulesysteem ook buiten de Verenigde Staten opgenomen. Eind jaren 70, begin jaren 80 is door de contactgroep NMRA Nederland het modulaire systeem in Nederland geïntroduceerd. Het Nederlandse NedTrak is overigens afgeleid van Ntrak.

## NTrak
De modules zijn te herkennen aan drie doorgaande sporen die aan de publiekszijde liggen, waarvan er twee hoofdsporen zijn en de derde een nevenlijn. De sporen liggen 1,5 inch (38 mm) uit elkaar en worden de rode , gele en blauwe lijn genoemd (waarvan de rode het dichtst bij de publiekszijde ligt). De sporen zijn elektrisch van elkaar gescheiden. De meeste modules hebben een lengte van 4 feet (122 cm) en een breedte van 2 feet (61 cm) en de hoogte vloer naar bovenkant rail is 101 cm. Afwijkingen op de lengte en breedte zijn natuurlijk ook mogelijk. De modules zijn voorzien van een achtergrond paneel om een afgesloten geheel te waarborgen.

## oNeTrak

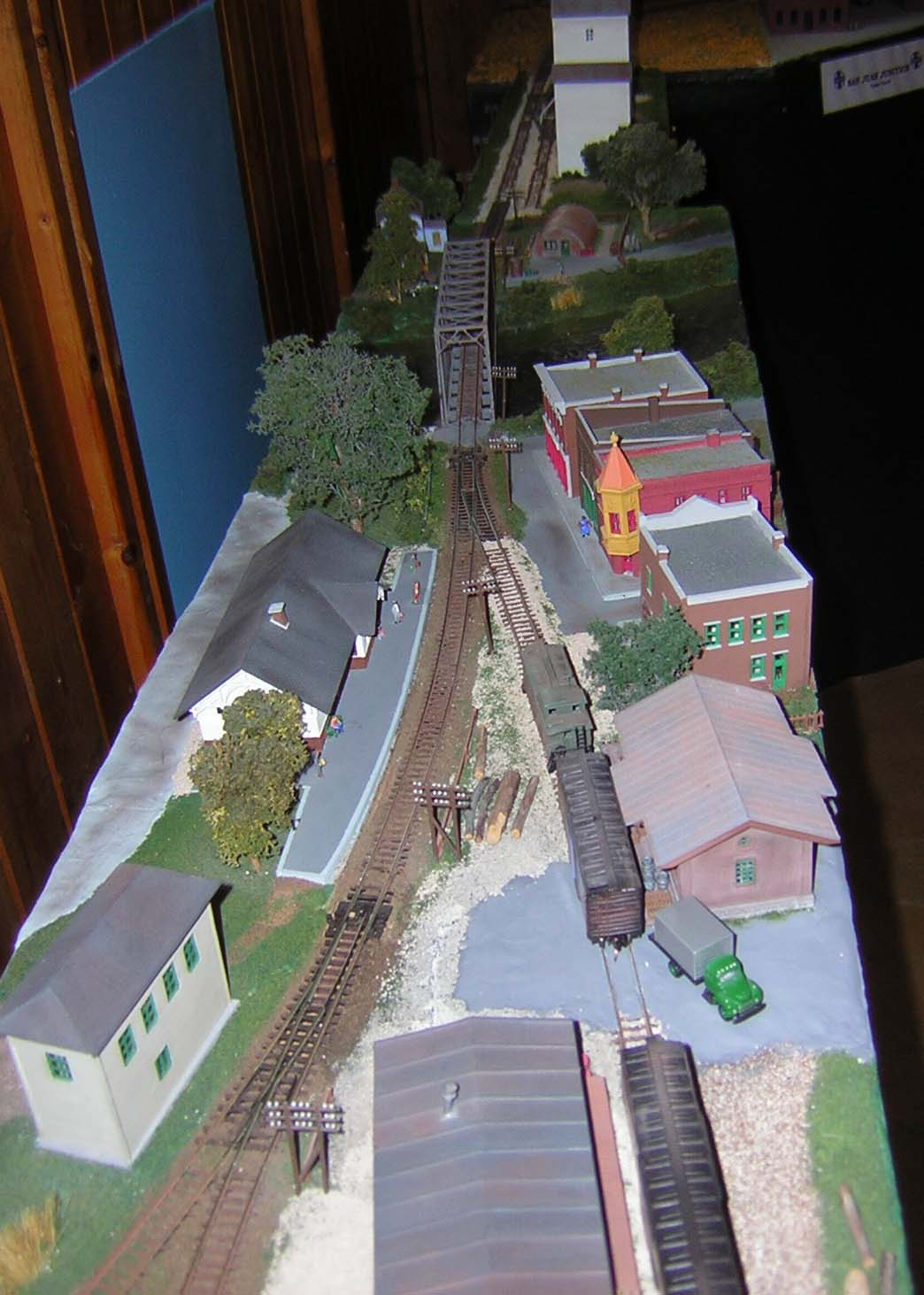
oNeTrak module

Omdat de meeste hoofdlijnen in Amerika enkelsporig of dubbelsporig zijn werd hiervoor op basis van de NTrak-normen oNeTrak ontwikkeld. De modules zijn enkelsporig en kunnen op Ntrak aangesloten worden. Op deze modules kan beter naar het grote voorbeeld gereden worden, zoals het passeren van treinen tijdens een sessie. De modules hebben in het algemeen een breedte van 1 feet (30,5 cm) en een lengte van 4 feet (122 cm), ook hierop zijn afwijkende afmetingen mogelijk.

## Voordelen
Het maken van modules naar Ntrak normen heeft diverse voordelen.
- Je hebt thuis geen ruimte om een grote baan naar Amerikaans model te maken. Je kunt samen met anderen een grote baan maken waarop je treinsamenstellingen kunt samenstellen die typisch Amerikaans zijn: lange treinen met grote diesellocomotieven er voor.
- Door de modules anders aan elkaar te zetten kun je een steeds afwisselende baan maken.
- Een module kan je als klein project opzetten, daardoor is het overzichtelijk en ook makkelijker te realiseren. Je kunt de module zelfs in een thuisbaan integreren.
- Het landschap is zeer afwisselend, van woestijn tot boslandschap, van prairies tot hoge bergen, van dorpen tot steden met wolkenkrabbers.

## Ontwikkelingen
Ook hier staat de techniek niet stil. Steeds meer wordt er gereden met een digitale aansturing (DCC). Bij NTrak wordt vaak de blauwe lijn digitaal aangestuurd omdat hierdoor het mogelijk is de treinen individueel aan te sturen waardoor rangeerbewegingen mogelijk zijn. Vaak zijn er aftakkingen van de blauwe lijn naar industrieën e.d. Ook wordt oNeTrak vaak digitaal aangestuurd, zeker hier is het een groot voordeel om de individuele trein te kunnen aansturen omdat hier dan op één spoor met meerdere treinen gereden kan worden. Ook wordt er bij oNeTrakmodules steeds vaker een achterwand gebruikt, dit is niet standaard in de normen opgenomen.

## Leveranciers

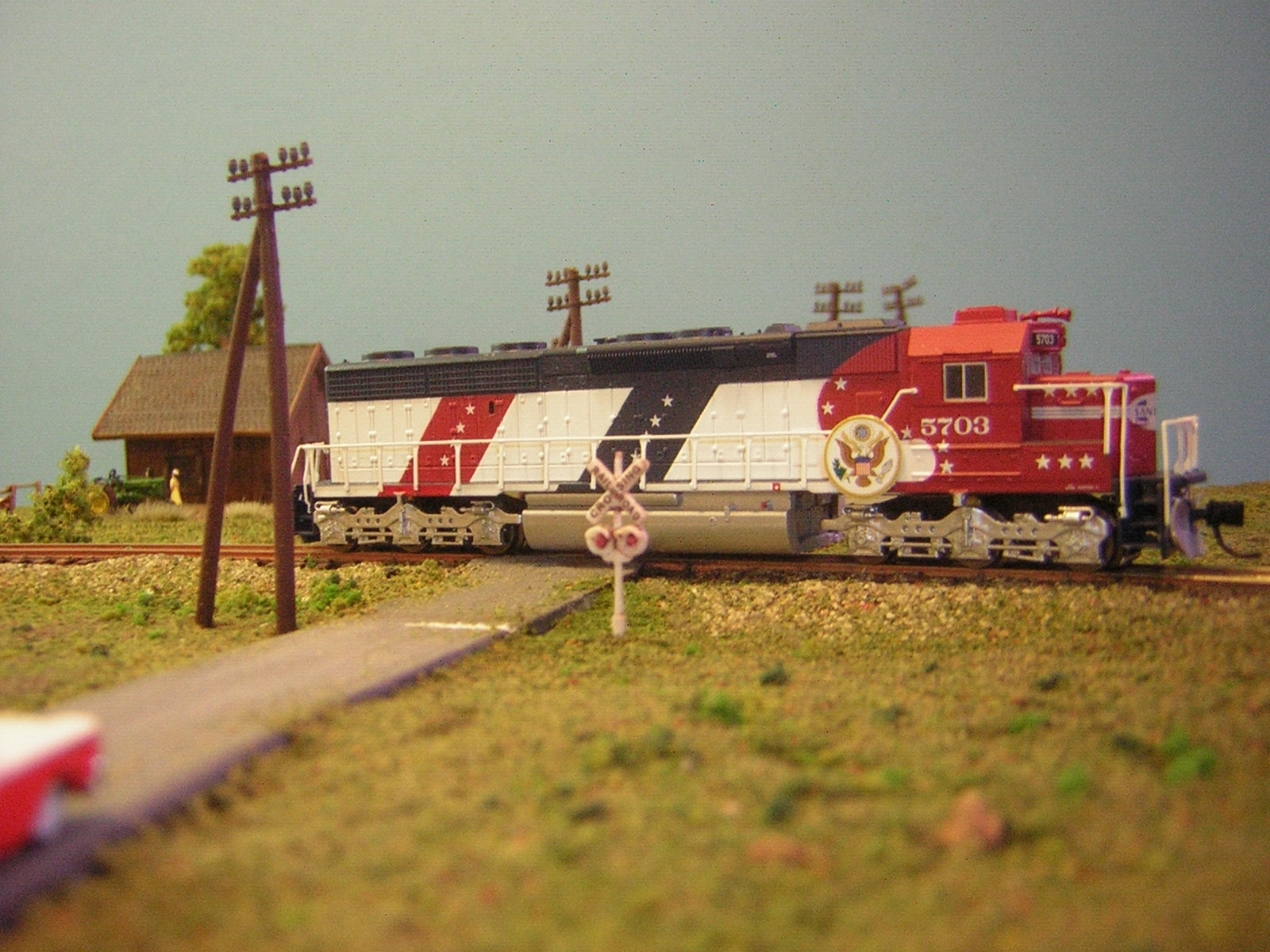
Santa Fe SD45-2 Bicentennial gemaakt door Inter Mountain

Voor Amerikaans materieel kan men haast niet terecht bij de bekende Europese leveranciers. Hierbij een lijst met de meest bekende leveranciers die Amerikaans materieel leveren:
- Atlas
- Athearn
- Bachmann
- Con-Cor
- Intermountain
- Micro-Trains
- Model Power
- Kato USA
- Walthers

## Tijdschriften
Op dit gebied bestaan diverse Amerikaanse tijdschriften. Het bekendste is Model Railroader. Speciaal voor de N spoor modelbouwers zijn er de tijdschriften N Scale Railroading en N-Scale Magazine.